# Służów Drugi
Służów Drugi – część wsi Służów w Polsce, położona w województwie świętokrzyskim, w powiecie buskim, w gminie Busko-Zdrój.
W latach 1975–1998 Służów Drugi administracyjnie należał do województwa kieleckiego.